# Evangelische Kirche (Ispringen)

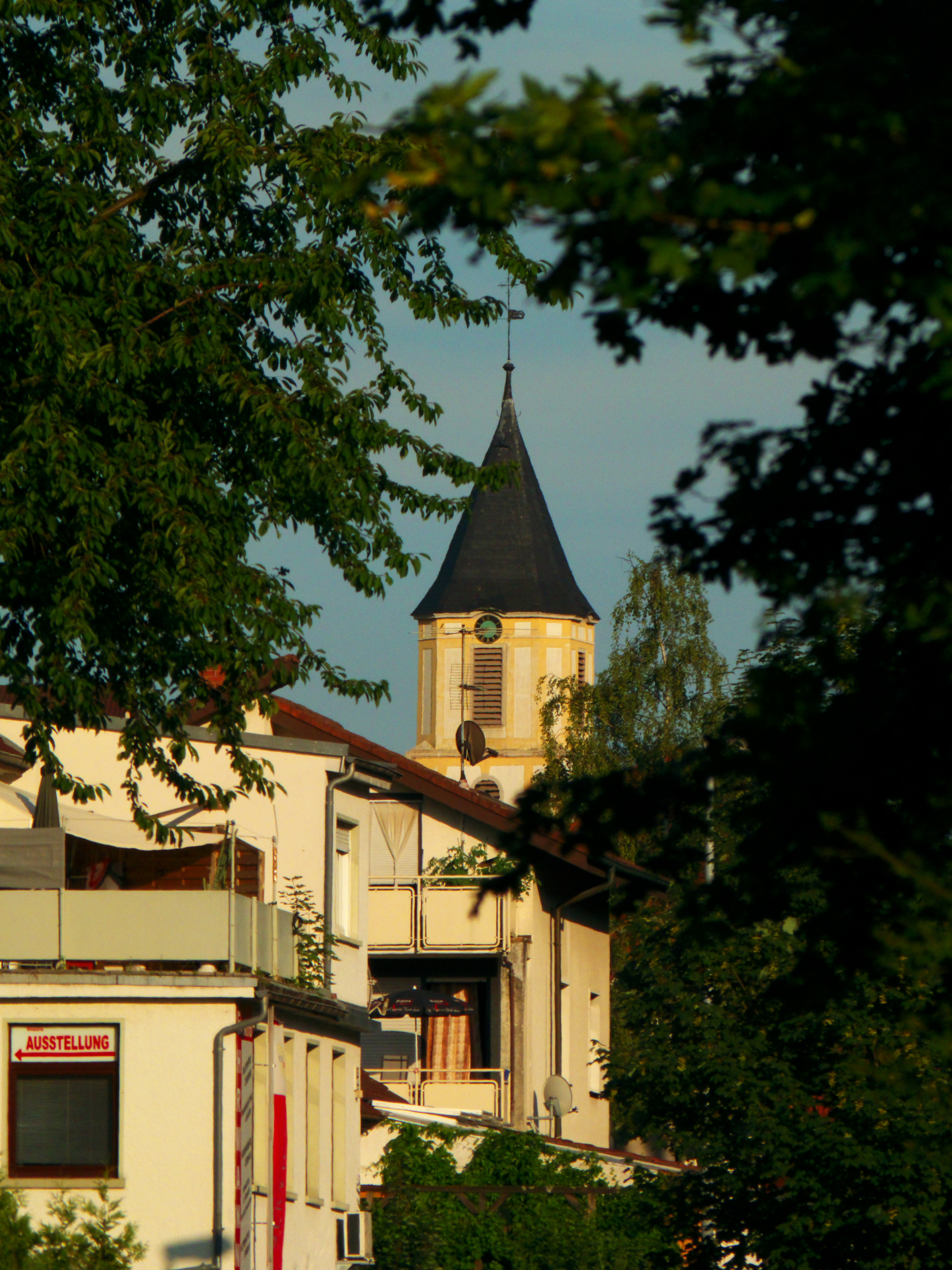
Evangelische Kirche in Ispringen

Die Evangelische Kirche steht in Ispringen, einer Gemeinde im Enzkreis in Baden-Württemberg. Das Bauwerk ist beim Landesamt für Denkmalpflege Baden-Württemberg als Baudenkmal eingetragen. Die Kirchengemeinde gehört zum Kirchenbezirk Badischer Enzkreis der Evangelischen Landeskirche in Baden.

## Beschreibung
Die Saalkirche wurde 1775/77 nach einem Entwurf von Johann Friedrich Weyhing gebaut. Sie besteht aus einem quergestellten Langhaus, an dessen südwestlicher Wand der Chor und an dessen nordöstlicher Wand der Fassadenturm angebaut ist. Das obere Geschoss mit abgerundeten Ecken beherbergt die Turmuhr und den Glockenstuhl und ist mit einem achtseitigen spitzen Helm bedeckt.
Der Innenraum des Langhauses hat Emporen an drei Seiten. 1910 wurde eine neue Orgel angeschafft.